# Symphonia (Theologie)
Symphonia (aus dem Griechischen. Συμφωνία – „Harmonie“, „Zustimmung“) ist ein Begriff für eine als Ideal angesehene harmonische Beziehung zwischen Kirche und Staat, der die Orthodoxie vor allem in Osteuropa geprägt hat. Der Begriff der Symphonia steht in vieler Hinsicht im Gegensatz zu einer Trennung von Kirche und Staat.

## Geschichte
Die Symphonia geht zurück auf den römischen Kaiser Konstantin den Großen (324–337). Unter Kaiser Justinian I. (482–565) erreichte das Zusammenspiel von spätantikem Staat und christlicher Kirche seinen Höhepunkt; Justinian I. beanspruchte, seine Herrschaft direkt von Gott erhalten zu haben.
In der zweiten Hälfte des 9. Jahrhunderts beschrieb Basileios I. die byzantinische Formel der Beziehung von staatlicher und kirchlicher Gewalt in der so genannten „Epanagoge“: „Die weltliche Macht und die Geistlichkeit verhalten sich zueinander wie Leib und Seele und sind für die staatliche Ordnung ebenso unentbehrlich wie Leib und Seele im lebendigen Menschen. In der Verbindung sowie dem Einvernehmen zwischen ihnen liegt das Staatswohl begründet.“

## Heute
Die so genannte Symphonia-Lehre wird auch heute in den meisten Ländern Osteuropas als Grundlage für das Verhältnis von Staat und Kirche angesehen. In harmonischem „Zusammenklang“ sollen sich Kirche und Staat die Herrschaft über die Gesellschaft zum Wohle der Menschen teilen. Der säkulare und der kirchliche Raum sind eng miteinander verknüpft und greifen an vielen Stellen ineinander. Beide haben aber auch ihren eigenen Bereich, sind eigenständig und ebenbürtig.
Das Ideal der „Symphonia“ ist ein orthodoxer Staat. Die “Symphonia” lässt sich theoretisch auch mit einer demokratischen Staatsform vereinbaren.